# Яндоба
Яндо́ба (рос. Яндоба, чув. Юнтапа) — село у складі Аліковського району Чувашії, Росія. Адміністративний центр Яндобинського сільського поселення.
Населення — 110 осіб (2010; 129 у 2002).
Національний склад:
- чуваші — 95 %